# Supergute Tage oder Die sonderbare Welt des Christopher Boone
Supergute Tage oder Die sonderbare Welt des Christopher Boone (Originaltitel: The Curious Incident of the Dog in the Night-Time) ist das erste Buch des britischen Autors Mark Haddon, das nicht nur für Kinder gedacht ist. Es wurde mit zwei verschiedenen Umschlägen für Erwachsene und Kinder herausgegeben und war das erste Buch, das in beiden Kategorien sowie auch als Jugendbuch Preise gewann. Der Roman über das Leben eines 15-jährigen Jungen gewann im Jahr 2003 den Whitbread-Book-of-the-Year-Award, einen britischen Buchpreis.

## Personen
Christopher Boone
Der 15-jährige Protagonist lebt mit seinem alleinerziehenden Vater in der englischen Stadt Swindon. Auf der Sonderschule erweist sich, dass er eine mathematische Inselbegabung hat. Außerdem hat er ein fotografisches Gedächtnis, ist sehr aufmerksam und unfähig, zu lügen. Darüber hinaus hat er Probleme, das Verhalten seiner Mitmenschen, Gesten und Beziehungen zu verstehen. Sein Haustier ist eine Ratte namens Toby. Christopher unterscheidet sich aufgrund seiner Sichtweise wesentlich von anderen. Er kann in anderen Gesichtsausdrücken lediglich Trauer oder Glück erkennen. Alle anderen Gesichtsausdrücke versteht er nicht. Des Weiteren versteht er keine Witze oder Metaphern. Er mag Listen und Fakten, hat jedoch sehr große Angst vor Fremden und unbekannten Plätzen. Außerdem reagiert er überempfindlich auf jeden Reiz und beginnt zu schreien, wenn zu viele Informationen sein Gehirn erreichen. Gegenüber Leuten, die ihn berühren wollen, wird er sogar gewalttätig.
Christophers Lieblingsbuch ist Der Hund von Baskerville. Er mag Sherlock Holmes, da dieser wie er sehr logisch denkt und selbst kleine Details bemerkt. Christopher mag allerdings den Autor der Bücher nicht, da dieser in spirituellen Kreisen verkehrte. Christopher glaubt generell nicht an Übernatürliches. So erklärt er, warum die Cottingley Fairies eine Fälschung sind, und beruft sich anschließend auf Ockhams Rasiermesser.
Christopher ist ein Fan von Science Fiction. Er erwähnt im Buch namentlich Blade Runner, Blake’s 7, Doctor Who, Star Wars und Unheimliche Begegnung der dritten Art. Auch sieht er sich gerne Naturdokumentationen an, meistens über den tiefsten Ozean. Des Weiteren spielt er gerne Computerspiele, unter anderem Dune 2000 und Minesweeper. Bei letzterem Spiel beträgt seine Bestzeit 99 Sekunden.
Christopher würde gerne Astronaut werden. Er weiß allerdings, dass er die nötigen Voraussetzungen nicht besitzt, da er kurzsichtig ist und keine Befehle befolgen und deswegen nicht in die britische Luftwaffe eintreten kann.
Christopher hasst die Farben Gelb und Braun, liebt aber Rot. Das führt unter anderem dazu, dass er rote Lebensmittelfarbe in gelbes oder braunes Essen mischen muss, ehe er es zu sich nehmen kann. Auch kann er zwei Sachen, die sich auf dem Teller berühren, nicht essen.
Wenn er morgens drei, vier oder fünf rote Autos hintereinander sieht, bedeutet das, dass der Tag entweder „ziemlich gut“, „sehr gut“ oder „supergut“ wird. An Tagen, an denen er morgens vier gelbe Autos sieht, isst er nicht und redet mit niemandem, weil dies ein „schwarzer Tag“ ist. Sein „Lieblingstraum“ ist der, in dem alle „normalen“ Menschen, d. h. alle, die anders sind als er, sterben.
Ed Boone
Der alleinerziehende Vater arbeitet als selbstständiger Installateur und vermag seinem Sohn Christopher mit viel Geduld und großem Verständnis in der Regel sehr viel Sicherheit zu geben.
Leider ist er auch Alkoholiker und wird somit schnell wütend und manchmal auch gewalttätig gegenüber Christopher.
Judy Boone
Christopher berichtet im Buch, dass seine Mutter an einem Herzinfarkt gestorben ist. Dies geschah nach Christophers Wissensstand zwei Jahre, bevor er dieses Buch schrieb. Später stellt sich jedoch heraus, dass sie lebt und in London mit einem anderen Mann (Roger Shears) wohnt.
Eileen Shears
Sie ist Besitzerin des Pudels Wellington. Als deren Nachbarin hatte sie zuerst engen Kontakt zu Christopher und seinem Vater, nachdem ihr Mann sie für Christophers Mutter verlassen hatte. Nach einem Streit hat sie sich jedoch von Christophers Vater distanziert.
Roger Shears
Der Ex-Mann von Eileen Shears hat ein Verhältnis mit Judy Boone und lebt jetzt mit ihr in London.
Mrs. Alexander
Mit der älteren Dame, die ebenfalls in seiner Nachbarschaft lebt, kommt Christopher im Laufe seiner Ermittlungen zu Wellingtons Tod ins Gespräch. Sie erzählt ihm von der Beziehung der Mutter zu Mr. Shears.
Siobhan
Christophers Klassenlehrerin und Mentorin. Sie erklärt ihm, wie die Gesellschaft funktioniert und wie er sich in schwierigen Situationen verhalten soll.

## Handlung
Christopher, ein 15-jähriger Junge mit Persönlichkeitsmerkmalen, die auf das Asperger-Syndrom zurückgehen, entdeckt den leblosen Wellington, den Pudel seiner Nachbarin, der von einer Mistgabel durchbohrt wurde. Mrs. Shears, Wellingtons Besitzerin, ruft die Polizei. Der Polizist versucht Christopher zu befragen, was aber schwierig ist, da dieser aufgrund seines Autismus versucht ihn zu schlagen, nachdem der Polizist ihn berührt. Christopher beschließt, den Fall aufzuklären, um herauszufinden, wer den Hund Wellington getötet hat. Dies wird aber durch den Umstand erschwert, dass er diverse Ängste und ernsthafte Schwierigkeiten hat, die Welt um ihn herum zu interpretieren. Während seiner Ermittlungen schreibt er alles, was er erfährt, in einem Buch auf. Dieses Buch nennt er The Curious Incident of the Dog in the Night-time. Bei den Recherchen trifft er Leute, mit denen er noch nie gesprochen hat, obwohl sie in seiner Straße wohnen.
Ed, sein Vater, entdeckt das Buch und nimmt es ihm nach einem kurzen, aber heftigen Streit weg. Auf seiner Suche nach dem versteckten Buch entdeckt Christopher einen Stapel Briefe, die seine Mutter an ihn geschrieben hat. Alle Briefe wurden nach dem Datum abgeschickt, an dem sie angeblich starb. Ed hatte Christopher alle Briefe vorenthalten, damit er nicht merkt, dass sie noch am Leben ist. Er hatte Christopher erklärt, dass seine Mutter nach einem Herzinfarkt gestorben sei. Aufgrund der Briefe schließt Christopher darauf, dass seine Mutter noch leben muss und sein Vater ihn über zwei Jahre lang angelogen hat. Darüber ist er so schockiert, dass er sich auf seinem Bett zusammenrollt, erbricht und mehrere Stunden lang stöhnt. Als Ed heimkommt, begreift er, dass sein Sohn die Briefe gelesen hat. Er gesteht, dass er bezüglich Judys Tod gelogen hat, und schwört, Christopher nie wieder anzulügen. Am selben Abend gesteht er, Wellington getötet zu haben. Er tat dies nach einem heftigen Streit mit Mrs. Shears. Diese war nämlich vorher oft zu ihnen gekommen und hatte ihnen geholfen, und Ed hatte gehofft, sie könnten zusammenleben. Nach dem Streit aber denkt Ed, dass Wellington für Mrs. Shears wichtiger ist als Christopher und er.
Christopher beschließt wegzulaufen und bei seiner Mutter zu leben, weil er alles Vertrauen in seinen Vater verloren hat. Er fürchtet, dieser könne ihn kaltblütig töten, so wie er es auch schon mit Wellington getan hat. Der Weg nach London wird für Christopher ein sehr großes Abenteuer, da er bis zu diesem Zeitpunkt alleine höchstens bis zum Laden am Ende seiner Straße gegangen ist.
Nach einer langen und verwirrenden Reise, auf der er sich wegen der unermesslich vielen Informationen sehr unwohl fühlt, findet er schließlich die Wohnung von seiner Mutter und Mr. Shears. Da die beiden nicht zu Hause sind, wartet er im Garten. Seine Mutter freut sich sehr über sein Kommen und möchte ihn bei sich aufnehmen. Sie kann nicht glauben, dass Ed dem gemeinsamen Sohn erzählt hat, sie sei tot. Sie entscheidet, dass Christopher mit ihr und Mr. Shears in dem kleinen Appartement leben kann. Mr. Shears ist mit dieser Entscheidung zwar nicht einverstanden, muss sie aber hinnehmen. Zudem möchte Christopher gleich nach der Ankunft zurück nach Swindon, um seine Mathematikprüfung (Mathe A-Level) abzulegen. Schlussendlich verlässt Judy Mr. Shears, nachdem die Beziehung an dem Konflikt um Christopher zerbrochen ist.
Sie zieht in ein geräumiges Zimmer in Swindon und erlaubt Ed nach einem Streit, Christopher täglich für eine kurze Zeit zu sehen. Zu diesem Zeitpunkt hofft Christopher immer noch, dass sein Vater wegen des „Mordes“ an Wellington inhaftiert wird.
Die Geschichte endet damit, dass Christopher von seinem Vater einen Hund, einen Golden Retriever, geschenkt bekommt, womit dieser das verlorene Vertrauen wiedergewinnen will – egal, wie lange es auch dauern mag.
Christopher ist sich sicher, dass er weitere Prüfungen für das Abitur ablegen und später die Universität besuchen wird.
Am Ende des Buches ist Christopher sehr optimistisch bezüglich seiner Zukunft: Er hat erfolgreich das Rätsel um den getöteten Hund gelöst, ist alleine nach London gefahren, hat seine Mutter gefunden und seine Mathematikprüfung mit der Note „sehr gut“ bestanden.

## Auszeichnungen
- 2003: Guardian Award
- 2003: Whitbread Book Award
- 2003: Los Angeles Times Book Prize für das beste Erstlingswerk
- 2004: ALA Best Books for Young Adults
- 2004: Commonwealth Writers’ Prize für den besten Erstlingsroman

## Ausgaben
- Die deutsche Ausgabe erschien 2003 im Blessing Verlag mit der ISBN 978-3-89667-228-5.
- Das englische Original The Curious Incident of the Dog in the Night-Time erschien 2003 bei Vintage mit der ISBN 0-09-945025-9.

## Adaptionen

### Theaterstück
Simon Stephens adaptierte den Stoff für ein Theaterstück, das am 2. August 2012 mit Luke Treadaway in der Rolle des Christopher seine Premiere im Cottesloe-Saal des Royal National Theatre in London erlebte, wo es bis Oktober des Jahres aufgeführt wurde. Über das Kulturnetzwerk des RNT, National Theatre Live, wurde die Abendvorstellung vom 6. September 2012 weltweit live im Kino übertragen. Das Stück erwies sich als enormer Publikumserfolg, wurde auch von der Kritik positiv aufgenommen und erhielt 2013 sieben Laurence Olivier Awards. Ab März 2013 wurde es im Apollo Theatre im Londoner Theaterviertel West End gespielt, geplant war dort bereits eine außerordentlich lange Spieldauer bis Oktober 2014. Am 19. Dezember 2013 stürzte jedoch während einer Vorstellung die Decke des Apollo Theatre teilweise ein und verletzte 80 der über 700 anwesenden Zuschauer, der weitere Spielplan war somit vorerst in Frage gestellt. Die Inszenierung konnte jedoch ans Gielgud Theatre (ebenfalls West End) wechseln und dort mit veränderter Besetzung am 24. Juni 2014 eröffnen.
Die deutschsprachige Erstaufführung erfolgte am 15. September 2013 am Staatsschauspiel Dresden unter der Regie von Jan Gehler. Die Hauptrolle spielte Jonas Friedrich Leonhardi. Es folgten deutschlandweit zahlreiche weitere Inszenierungen, unter anderem am Düsseldorfer Schauspielhaus (bzw. an deren Jungem Schauspiel).
Es existieren zudem spanisch-, französisch- und hebräischsprachige Adaptionen des Stücks:
- Die spanische Übersetzung stammt von María Renée Prudencio und wurde im Juni 2014 im Teatro de los Insurgentes in Mexiko-Stadt aufgeführt, Luis Gerardo Méndez und Alfonso Dosal wechselten sich in der Hauptrolle des Christopher ab.
- Die hebräische Fassung wurde von Daniel Efrat übersetzt und am Beit-Lessin-Theater in Tel Aviv mit Nadav Netz als Christopher umgesetzt. Das Stück wird dort seit März 2014 aufgeführt, Netz gewann im Folgejahr den Israeli Theatre Award als Bester Darsteller für diese Rolle.[7]
- Die französische Adaption stammt von Dominique Hollier und feierte am 11. September 2015 am Théâtre de la Tempête in Paris Premiere. Unter der Regie von Philippe Adrien wurde es dort noch bis zum 18. Oktober 2015 aufgeführt. Holliers Version kam zudem am Théâtre Le Moderne in Liege (Belgien) auf die Bühne, wo das Stück unter der Regie von Daniel Henry-Smith vom 28. April bis zum 13. Mai 2017 gezeigt wurde.

### Verfilmung
Bereits im Jahr 2003 sicherten sich Brad Grey und Brad Pitt die Filmrechte an Haddons Roman (für Warner Brothers). 2011 wurde bekannt, dass sich Steve Kloves (u. a. Drehbuchautor der Harry-Potter-Filmreihe) dem Projekt als Regisseur angeschlossen habe. Er werde sein eigenes, bereits 2006 entstandenes Drehbuch umsetzen. Bislang (Stand Juli 2019) liegt das Kinoprojekt jedoch brach.
Eine etwas abgewandelte bangla-englische Version der Geschichte wurde unter dem Titel Kia and Cosmos von Sudipto Roy verfilmt. Roy schrieb auch das Drehbuch. In dieser Version sind die Geschlechterrollen der Hauptfiguren umgekehrt und als Ausgangspunkt der Handlung fungierte der Mord an einer Katze mit Namen Cosmos.

### Rezensionen
- maa.org Mathematical Association of America (englisch)
- plus.maths.org (englisch)

### Sonstiges
- herr-rau.de Der englische Originaltitel im Einsatz als Schullektüre
- powells.com Interview mit Autor Mark Haddon (englisch)